# Csengőd
Csengőd är en ort i Ungern.   Den ligger i provinsen Bács-Kiskun, i den centrala delen av landet, 90 km söder om huvudstaden Budapest. Csengőd ligger 96 meter över havet och antalet invånare är 2 291.
Terrängen runt Csengőd är mycket platt. Runt Csengőd är det ganska tätbefolkat, med 111 invånare per kvadratkilometer. Närmaste större samhälle är Kiskőrös, 10,5 km söder om Csengőd. Trakten runt Csengőd består till största delen av jordbruksmark.